# Michael Wolfgramm
Michael Wolfgramm, né le 8 mars 1953 à Schwerin, est un rameur allemand qui concourait pour la RDA.
Appelé en remplacement de Martin Winter, malade, il remporte la médaille d'or en quatre de couple aux  Jeux olympiques d'été de Montréal en 1976. Il reçoit l' Ordre patriotique du mérite en argent pour cette performance mais sa carrière internationale s'arrête à ce stade, car il n'est plus sélectionné en équipe de RDA par la suite .